# Saint-Pierre-d'Exideuil
Saint-Pierre-d'Exideuil är en kommun i departementet Vienne i regionen Nouvelle-Aquitaine i västra Frankrike. Kommunen ligger i kantonen Civray som tillhör arrondissementet Montmorillon. År 2022 hade Saint-Pierre-d'Exideuil 728 invånare.

## Befolkningsutveckling
Antalet invånare i kommunen Saint-Pierre-d'Exideuil
| Referens: INSEE |